# Bataille de Hummelshof
Grande guerre du Nord
Batailles
- Riga I
- Narva I
- Daugava
- Rauge
- Erastfer
- Kliszów
- Hummelshof
- Nöteborg
- Saladen
- Pułtusk
- Jēkabpils
- Narva II
- Poznań
- Punitz
- Gemauerthof
- Varsovie
- Hrodna
- Fraustadt
- Kletsk
- Kalisz
- Holowczyn
- Malatitze
- Lesnaya
- Poltava
- Perevolochna
- Helsingborg
- Viborg
- Riga II
- Baie de Køge
- Fladestrand
- Gadebusch
- Bender
- Pälkäne
- Storkyro
- Hangö Oud
- Fehmarn Bält
- Rügen
- Kristiania (Oslo)
- Stralsund
- Dynekilen
- Osel
- Stäket
- Grengam

La bataille de Hummelshof se déroule le 29 juillet 1702 près de la petite ville d'Hummuli, en Livonie suédoise (aujourd'hui en Estonie), dans le cadre de la grande guerre du Nord et oppose une armée suédoise, commandée par Wolmar Anton von Schlippenbach (en), à une armée russe, commandée par Boris Cheremetiev. Elle se termine par une victoire des Russes, leur deuxième grande victoire de la guerre après celle d'Erastfer, qui leur permet de se rendre maîtres du sud de la Livonie suédoise et de piller la région.